# Гурийское княжество
Гурийское княжество (груз. გურიის სამთავრო) — государство на территории исторической области Гурия на западе Грузии в XIV — нач. XIX вв.

## История
Возникло в ходе политического распада Грузинского царства. Гурийские князя оказывали помощь Трапезундской империи в борьбе с натиском турок. Последний император Давид выдал за гурийского князя Мамию свою дочь, в жилах которой текла кровь нескольких десятков византийских императоров. До XVI века Гурия формально признавала зависимость от Имеретинского царства.
Управлялось одной из ветвей династии Варданидзе–Дадиани, известной как Гуриели. Помимо Гурии, в состав Гурийского княжества входила Ачара (Аджария) с городом Батуми. В XV—XVIII вв. правители Гурийского княжества с переменным успехом вели борьбу с Османской империей за свои южные провинции. В середине XVI века османские войска завоевали область Чанети (Лазистан) и вторглись в Ачару. В 1609 году гурийские князья вернули Батуми, но в XVIII в. Ачара с Батуми, Кобулети и Хино были завоёваны турками. В ходе антиосманских войн и междоусобиц Гурийское княжество пришло в упадок, в результате чего его князья вновь стали вассалами имеретинских царей.
После присоединения Грузии к России (1801 год) между Российской империей и гурийским князем Мамией V 19 июня 1810 года был заключён договор, согласно которому Гурийское княжество переходило под российский протекторат и объявлялось самоуправляющимся владением. В 1828 году во время правления последнего князя Давида Гуриели автономия княжества была окончательно упразднена, княжество стало уездом, позже в 1840 году было реорганизовано в Озургетский уезд, переданный в 1846 году в состав Кутаисской губернии.

## Владетели Гурии (Гуриели)

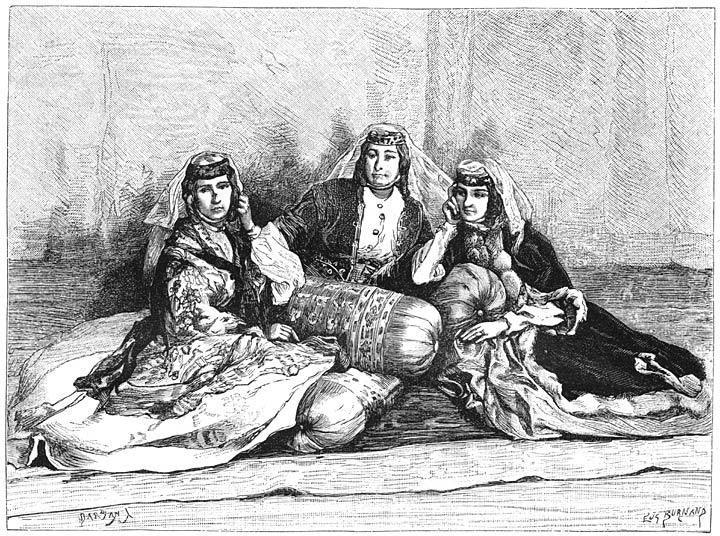
Гурийские женщины, 1887. Женщина справа — Наталья Гуриели (урожденная Майсурадзе), жена князя Давида Гуриели. Запечатлена в возрасте 22 лет. Считалась одной из первых красавиц своего времени, её часто фотографировали и писали с неё портреты, в том числе в национальном костюме. В 25 лет она овдовела и до конца своих дней носила траур, больше уже не позировала, отошла от светской жизни, занималась детьми, потом внуками. Вдовство растянулось более чем на 50 лет.

- Кахабер I — (ок. 1385—1410), сын Гиорги II Дадиани
- Гиорги I — (ок. 1410—1430), его сын
- Мамиа I — (ок. 1430—1450), его сын
- Мамиа II — (ок. 1450—1469), сын Липарита I Дадиани
- Кахабер II — (1469—1483), его сын
- Гиорги I (II) — (1483—1512), его сын
- Мамиа I (II) — (1512—1534), его сын
- Ростом — (1534—1564), его сын
- Гиорги II (III) — (1564—1583 и 1587—1600), его сын
- Вахтанг I — (1583—1587), его сын; узурпатор
- Мамиа II (IV) — (1600—1625), его брат
- Симон I — (1625), его сын
- Кайхосро I (III) — (1625—1658), его двоюродный брат (сын Вахтанга I)
- Деметре — (1659—1668), его двоюродный племянник (сын Симона I)
- Гиорги III — (1669—1684), его троюродный брат (сын Кайхосро I)
- Малакиа — (1684—1685) и (1689), его брат; узурпатор
- Кайхосро II (IV) — (1685—1689), его племянник (сын Гиорги III)
- Мамиа III — (1689—1712 и 1712—1714), его брат
- Гиорги IV — (1712, 1714—1716 и 1716—1726), его сын
- Кайхосро III (V) — (1716), его брат
- Мамиа IV (VI) — (1726—1744), его племянник (сын Гиорги IV)
- Гиорги V (VI) — (1744), его брат
- Симон II — (1744—1778 и ок. 1780—1792), его сын
- Кайхосро IV (VI) — (1778-ок. 1780), его брат
- Вахтанг II — (1792—1803), его брат
- Мамиа V (VII) — (1803—1823 или 1826), его племянник (сын Симона II)
- Давит I — (1823 или 1826—1829), его сын